# Prietella lundbergi
Prietella lundbergi é uma espécie de peixe da família Ictaluridae.
É endémica do México.
Os seus habitats naturais são: rios.